# Galatrella
Il Galatrella è un torrente della Calabria, che scorre nella provincia di Cosenza.

## Percorso
Il torrente nasce nel territorio di Acri a circa 700 m s.l.m. Successivamente scorre nei territori di Acri (dove riceve il suo più importante affluente, il torrente Sant'Elia), San Demetrio Corone, Santa Sofia d'Epiro e Terranova da Sibari. Termina la sua corsa nel fiume Crati in località Sant'Agata.